# Jean de Reszke

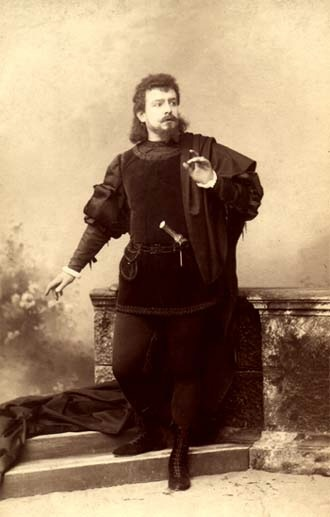
Jean de Reszke

Jean de Reszke (* 1. Januar 1850 in Warschau; † 3. April 1925 in Nizza) war ein französischer Opernsänger polnischer Abstammung. Er war einer der bedeutendsten Tenöre des 19. Jahrhunderts.

## Leben
Nach seiner Ausbildung bei äußerst renommierten Lehrern debütierte er 1874 in London als Bariton, ließ sich aber bald zum Tenor weiterbilden und sang als solcher seit 1879 in Madrid, 1884 bis 1888 in Paris, 1881 bis 1891 in London und 1891 bis 1901 als gefeierter Publikumsmagnet an der New Yorker Metropolitan Opera. De Reszke galt auf dem Höhepunkt seiner Laufbahn als einer der größten Tenöre der Operngeschichte.
1901 beendete er seine Bühnenkarriere und ließ sich in Paris nieder, wo er bis zu seinem Tode als Gesangspädagoge wirkte. Zu seinen Schülerinnen zählte die Altistin und Mezzosopranistin Sara Jane Layton Walker, die später als Mme. Charles Cahier Bekanntheit erlangte.
Sein Bruder Édouard de Reszke (1853–1917) war als Bassist, seine Schwester Joséphine de Reszke (1855–1891) als Sopranistin erfolgreich.

## Tonaufnahmen
Trotz seiner einstigen Popularität ist Jean de Reszke heute nur noch in Expertenkreisen bekannt. Ein Grund dafür ist, dass Reszke dem gerade erst erfundenen Medium Schallplatte anders als z. B. Caruso sehr skeptisch gegenüberstand und sich zeitlebens weigerte, der Publikation von Aufnahmen seiner Stimme sein Einverständnis zu erteilen.
So existieren von ihm als einzige heute noch vorhandenen Tonaufnahmen lediglich sechs kurze Passagen auf Phonographenwalzen, den sogenannten „Mapleson Cylinders“, die Lionel Mapleson, der damalige Archivar der Metropolitan Opera, mit einem Edison-Phonographen während der Aufführungen heimlich und ohne Genehmigung der Künstler anfertigte; leider sind die Aufnahmen qualitativ so schlecht, dass sie die Fähigkeiten de Reszkes nur vage erahnen lassen. Gerüchte, de Reszke habe um 1900 in Paris für die Tontechnik-Pioniere Gianni Bettini oder Pathé Cylinder eingespielt, dürften auf bloßem Wunschdenken basieren.
Ein einziger Besuch de Reszkes in einem Tonstudio ist nachgewiesen: im Jahre 1905 ließ er sich überreden, für die in Mailand ansässige renommierte Plattenfirma Fonotipia vor die Schalltrichter zu treten. Es entstanden zwei Aufnahmen, die man bei Fonotipia als besondere Sensation zur Markteinführung des 35-cm-Plattenformats zu vermarkten gedachte: „C’est la!...Salut! tombeau! sombre et silencieux!“ aus der Oper Roméo et Juliette von Charles Gounod (Matrizennummer 69000) und „O Souverain, O Juge, O Pere!“ aus der Oper Le Cid von Jules Massenet (Matrizennummer 69001). Pressstempel wurden angefertigt und eine unbekannte Anzahl von Testpressungen beider Titel produziert. De Reszke war mit den Einspielungen aus nicht näher bekannten Gründen derart unzufrieden, dass er Fonotipia zwang, eine Veröffentlichung zu unterlassen, obwohl die Werbekampagne bereits angelaufen war und das Unternehmen das Erscheinen der Platten in Zeitungsannoncen angekündigt hatte. Die Pressstempel und fast alle Testpressungen wurden vernichtet; mehrere Platten scheinen allerdings in Sammlerhände gelangt zu sein. Die Original-Matrizen wurden bei Fonotipia archiviert; sie sollen während des Ersten Weltkriegs beim Beschuss eines Lagerhauses in Frankreich zerstört worden sein. Exemplare aus der Testserie wurden in einem Pariser Banktresor und in der Sammlung des britischen Königshauses vermutet, ohne dass dies jemals bestätigt worden wäre. Der Weg eines erhalten gebliebenen Plattenpaares lässt sich lückenhaft bis in den Bestand eines Budapester Sammlers um 1940 nachvollziehen; seit dieser Zeit gelten die Pressungen als verschollen, obwohl eine ernstzunehmende Spur nach Kuba zu führen scheint. Überspielungen der beiden Platten sind nicht bekannt.